# Leu, Dolj
Leu là một xã thuộc hạt Dolj, România. Dân số thời điểm năm 2002 là 5468 người.